# Sapucaí-Mirim
Sapucaí-Mirim est une municipalité brésilienne de l'État du Minas Gerais et la microrégion de Pouso Alegre.